# Crambione
Crambione es un género de medusas perteneciente a la familia Catostylidae.

## Lista de especies
Según el ITIS:
- Crambione bartschi (Mayer, 1910)
- Crambione cooki (Mayer, 1910)
- Crambione mastigophora (Maas, 1903)